# Al-Mansura (Ar-Rakka)
Al-Mansura (arab. المنصورة) – miasto w Syrii, w muhafazie Ar-Rakka. W 2004 roku liczyło 16 158 mieszkańców.